# 尾宿七
尾宿七(κ Sco / 天蝎座κ) 是天蝎座的恒星，俗名Girtab。但实际上Girtab也是由尾宿八（天蝎座λ）, 尾宿三（天蝎座ζ）,和天蝎座ι组成的星群的名字。
尾宿七是一颗分光双星，其主星是一颗仙王座β型脉冲变星。分光学测量到其轨道周期为195天。脉冲主成分周期为4.80小时，次成分周期为4.93小时。